# Vistdalitt-Gabbro

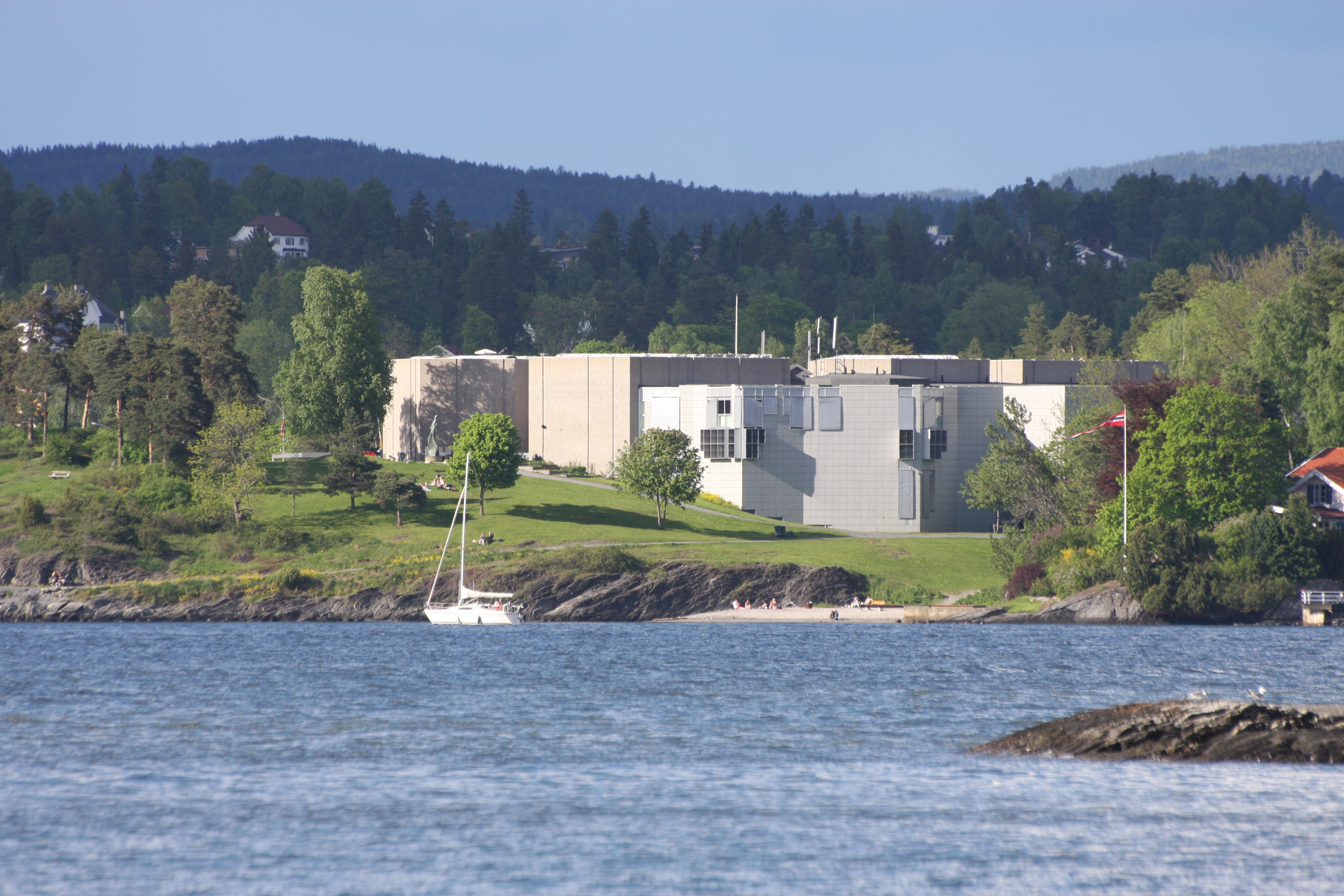
Verwendung des Vistdalitt-Gneis am Henie Onstad Art Centre

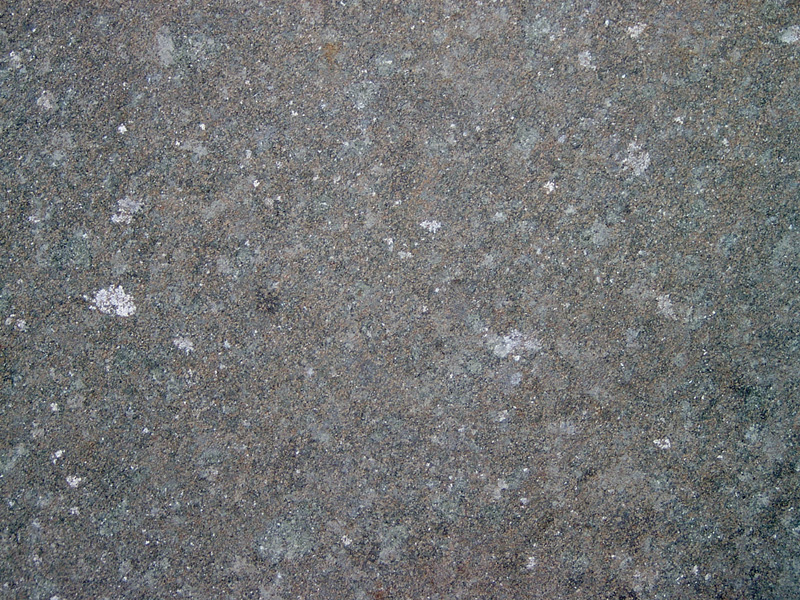
Muster des Vistdalitt-Gabbro

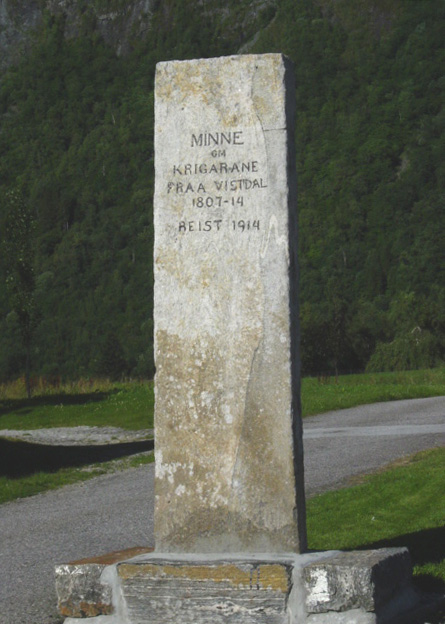
Kriegsmahnmal (1807–1814) aus Vistdalitt-Gabbro

Der Vistdalitt-Gabbro oder Vistdalitt ist ein Gabbro aus der Lagerstätte in der Kommune Molde in der Provinz Møre og Romsdal, Norwegen. 

## Gesteinsbeschreibung und Mineralbestand
Visdalitt-Gabbro ist ein typischer Gabbro: Er ist relativ dunkel, großkörnig, schwarz bis tiefgrün und besteht aus Plagioklas, Pyroxen, Amphibol und Olivin.

## Vorkommen und Verwendung
In 1928 wurde das Gestein in Vistdal entdeckt und ein Abbau begann 1931. Seit 2004 baut ein Familien-Unternehmen diesen Naturstein ab.
Vistdalitt wird für Grabsteine, Fassadenbekleidungen, Arbeitsplatten und Waschtische, Fliesen, Boden- und Treppenbeläge verwendet. Vistdalitt-Gabbro wurde an der Fassade und im Innenausbau des Henie Onstad Art Centre in Oslo verbaut und die Skulptur Trollstigveien wurde von der Bildhauerin Hagbart Sollos in diesem Gestein geschaffen.

## Fotogalerie

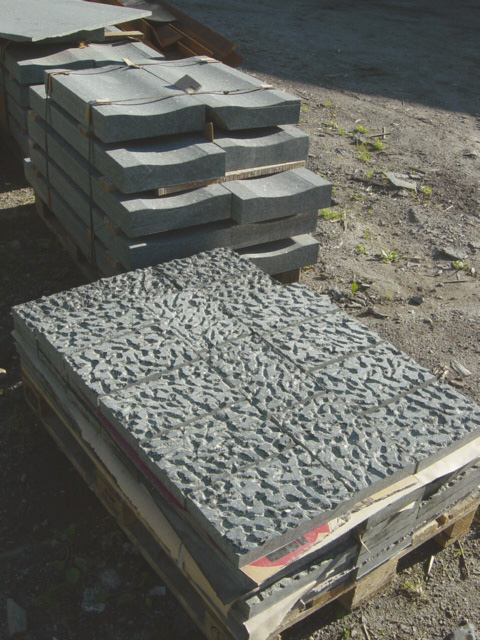
Werksteine als Fassadenbekleidung.
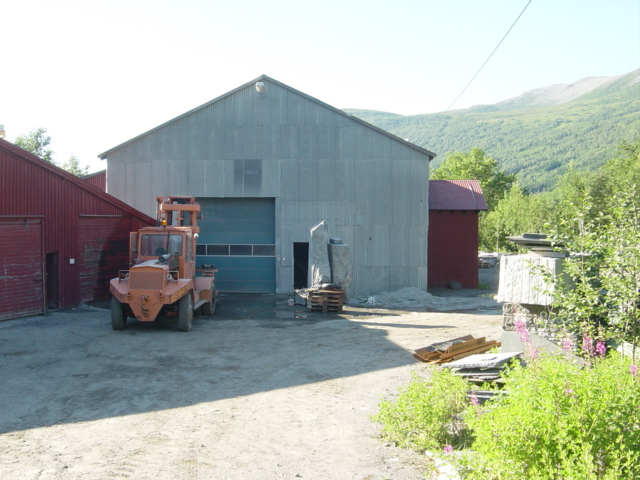
Werkgebäude des Unternehmens Romsdal Steinindustri.
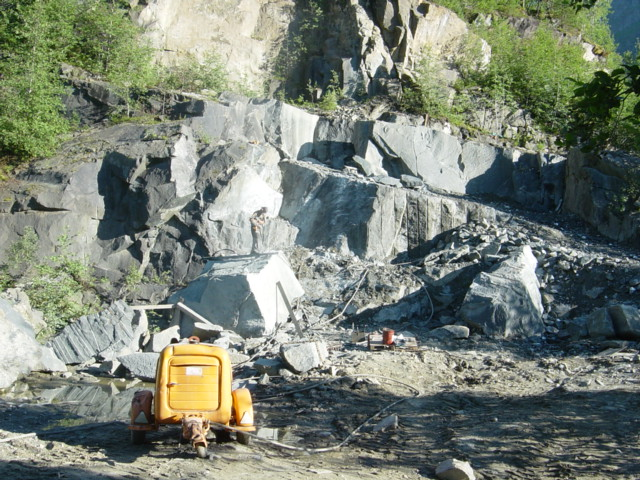
Der Steinbruch im Vistdal.
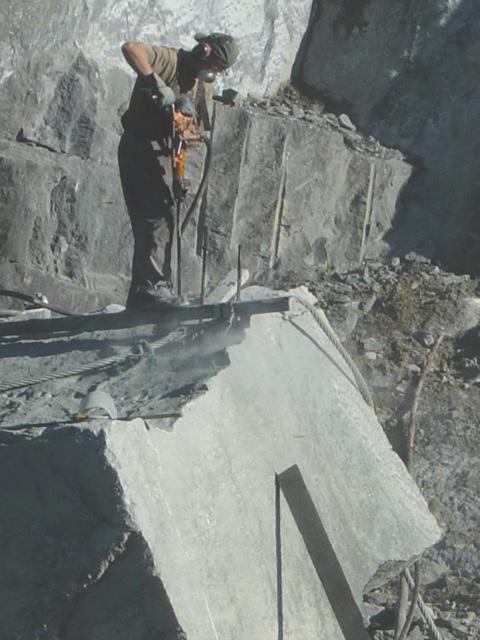
Spaltung eines Rohblocks aus Vistdalitt-Gabbro.